# Snovsk
Pour les articles homonymes, voir Chtchors.
Snovsk (en ukrainien : Сновськ) est une ville de l'oblast de Tchernihiv, en Ukraine, et le centre administratif du raïon de Snovsk. Sa population s'élevait à 10 546 habitants en 2024.

## Géographie
Snovsk se trouve à 57 km — 69 km par la route — au nord-est de Tchernihiv.

## Histoire
Snovsk a été fondée dans les années 1860 sous le nom de Korchivka. En 1924, elle fut renommée Snovsk et reçut le statut de ville. En 1935, elle fut rebaptisée Chtchors en l'honneur de Nikolaï Chtchors (en russe : Николай Щорс), un commandant de l'Armée rouge, tué en 1919. 
À la veille de la Seconde Guerre mondiale, environ 16 % de la population est juive (1 402 Juifs). Les Allemands occupent la ville le 3 septembre 1941. Les Juifs sont emprisonnés dans un ghetto et contraints aux travaux forcés. En 1941 et 1942, des centaines d'entre eux sont assassinés lors d'exécutions de masses perpétrées par une unité des Einsatzgruppen dans la forêt voisine.
En mai 2016, conformément aux lois de décommunisation, la ville reprend le nom de Snovsk.

## Population
Recensements (*) ou estimations de la population :
| 1923* | 1926* | 1939*  | 1959* | 1970*  | 1979*  |
| ----- | ----- | ------ | ----- | ------ | ------ |
| 7 613 | 6 850 | 10 000 | 9 109 | 11 044 | 12 116 |

| 1989*  | 2001*  | 2011   | 2012   | 2013   | 2014   |
| ------ | ------ | ------ | ------ | ------ | ------ |
| 13 529 | 12 315 | 11 393 | 11 506 | 11 471 | 11 455 |

| 2024   | - | - | - | - | - |
| ------ | - | - | - | - | - |
| 10 546 | - | - | - | - | - |

## Dans la culture
À Snovsk, se déroule l'action du roman d'Anatoli Rybakov Le sable lourd. L'action de son autre roman La Dague se déroule dans la ville fictive de Revsk, dont le prototype, selon l'auteur lui-même, était Snovsk.

## Personnalités liées à la ville
Personnalités nées à Snovsk :
- Nikolaï Chtchors (1895-1919), commandant de l'Armée rouge ;
- Jules Olitski (1922-2007), peintre américain ;
- Natan Rakhline (1906-1979), chef d'orchestre soviétique.